# Gregory M. Fahy
Gregory M. Fahy, Ph.D. – kriobiolog, biogerontolog, specjalista w krioprezerwacji organów przy użyciu witryfikacji, uważany za pioniera w tej dziedzinie.
W lecie 2005, na zjeździe Society for Cryobiology, podał do publicznej wiadomości, że Twenty-First Century Medicine poddało krioprezerwacji nerkę królika w temperaturze -130 °C z użyciem witryfikacji i po ogrzaniu przeszczepiło ją królikowi, która to nerka następnie podjęła czynności życiowe jako jedyna nerka.
Dr Fahy to wiceprezes i główny pracownik naukowy Twenty-First Century Medicine, Inc. Jako biogerontolog, dr Fahy jest też dyrektorem American Aging Association (Amerykańskiego Towarzystwa Starzenia się) i przez wiele lat był redaktorem wydawanego przez towarzystwo czasopisma Age News.

## Doświadczenia badawcze
Dr Fahy ma ponad 30 lat doświadczeń w dziedzinie krioprezerwacji. Jako naukowiec Amerykańskiego Czerwonego Krzyża był pomysłodawcą pierwszej praktycznej metody krioprezerwacji przy pomocy witryfikacji i wynalazcą systemów komputerowych stosowanych do krioprezerwacji całych organów, za co otrzymał w 1995 Grand Prize for Medicine od INPEX. Przed rozpoczęciem współpracy z Twenty-First Century Medicine był głównym pracownikiem naukowym w Organ, Inc oraz LRT, Inc. Był także kierownikiem Tissue Cryopreservation Section of the Transfusion and Cryopreservation Research Program w U.S. Naval Medical Research Institute w Bethesda, Maryland, gdzie przeforsował swoją oryginalną koncepcję substancji blokujących tworzenie się kryształków lodu.

## Wykształcenie
Pochodzący z Kalifornii, dr Fahy ukończył w 1972 University of California, Irvine z tytułem Bachelor of Science w dziedzinie biologii, a następnie w 1977 otrzymał doktorat (PhD) z farmakologii na Medical College of Georgia w Augusta.
Obecnie zasiada w gronie redakcyjnym czasopism Cell Preservation Technology oraz Rejuvenation Research, zarządach trzech organizacji związanych ze starzeniem się i krioprezerwacją, oraz jest doradcą wielu czasopism naukowych. Posiada ponad 20 patentów związanych m.in. z krioprezerwacją, starzeniem się, przeszczepami i odwracalnością autoagresji komórek.

## Publikacje
Publikacje dr Fahy w czasopismach naukowych obejmują ponad 60 artykułów.
Gregory M. Fahy jest redaktorem książki The Future of Aging: Pathways to Human Life Extension, która ukazała się w październiku 2010:
- Michael D. West, L. Steven Coles, Stephen B. Harris, Gregory M. Fahy: The Future of Aging: Pathways to Human Life Extension, wyd. Springer-Verlag New York, LLC, październik 2010, 866 str., oprawa twarda, ISBN 90-481-3998-8.